# Greenville (Maine)
Greenville ist eine Town im Piscataquis County des Bundesstaates Maine in den Vereinigten Staaten. Im Jahr 2020 lebten dort 1437 Einwohner in 1517 Haushalten auf einer Fläche von 119,48 km².

## Geographie
Nach dem United States Census Bureau hat Greenville eine Gesamtfläche von 119,48 km², von der 109,63 km² Land sind und 9,84 km² aus Gewässern bestehen.

### Geographische Lage
Greenville liegt im Südwesten des Piscataquis Countys, am Südufer des Moosehead Lakes. Im Osten des Gebietes befinden sich der Lower Wilson Pond und der Rum Pond. Die Oberfläche ist leicht hügelig, die höchste Erhebung ist der 396 m hohe Indian  Hill.

### Nachbargemeinden
Alle Entfernungen sind als Luftlinien zwischen den offiziellen Koordinaten der Orte aus der Volkszählung 2010 angegeben.
- Norden: Beaver Cove, 11,1 km
- Osten: Northeast Piscataquis, Unorganized Territory, 61,1 km
- Südwesten: Shirley, 13,2 km
- Westen: Northwest Piscataquis, Unorganized Territory, 67,4 km

### Stadtgliederung
In Greenville gibt es mehrere Siedlungsgebiete: Blair Hill, Greenville, Greenville Junction, Morkill, The Highlands und Thorofare.

### Klima
Die mittlere Durchschnittstemperatur in Greenville liegt zwischen −12,2 °C (10 °F) im Januar und 18,3 °C (65 °F) im Juli. Damit ist der Ort gegenüber dem langjährigen Mittel der USA um etwa 9 Grad kühler. Die Schneefälle zwischen Oktober und Mai liegen mit bis zu zweieinhalb Metern mehr als doppelt so hoch wie die mittlere Schneehöhe in den USA; die tägliche Sonnenscheindauer liegt am unteren Rand des Wertespektrums der USA.

## Geschichte
Greenville liegt am südlichen Ende des Moosehead Lake im westlichen Teil des Piscataquis County. Es ist Ausgangspunkt und Versorgungsbasis für Holzfäller, Entdecker, Angler, Jäger und Touristen. Der Grant für die südliche Hälfte des Gebiets erfolgte zugunsten der Thornton Academy in Saco und für die nördliche Hälfte zugunsten der Saco Free Bridge. Der erste Siedler in dem Gebiet, Nathaniel Haskell aus Westbrook, erwarb den Academy-Grant, auf dem sich einige sehr gute landwirtschaftliche Flächen befanden, und besiedelte es im Jahr 1827 mit seiner Familie. Weitere Siedler folgten. Im Jahr 1836 wurde für den Güterverkehr ein erstes Dampfschiff auf den Moosehead Lake in Betrieb genommen. Weitere, auch für Passagiere kamen hinzu. Im Jahr 1831 wurde das Gebiet als Haskells Plantation organisiert und am 26. Februar 1836 als Town Greenville.
Die Eisenbahn erreichte mit der Bangor and Piscataquis Railroad Greenville und in den 1870er Jahren wurde Greenville an das Netz angebunden. Auch an die Bahnstrecke Pittsfield–Harmony sollte Greenville als Endpunkt der Strecke angebunden werden, doch da die Bangor and Piscataquis Railroad zuerst den Ort erreichte, kam es dazu nicht mehr. Auch an die Strecke der Bangor and Aroostook Railroad war Greenville angebunden.

### Einwohnerentwicklung
| Volkszählungsergebnisse – Town of Greenville, Maine | Volkszählungsergebnisse – Town of Greenville, Maine | Volkszählungsergebnisse – Town of Greenville, Maine | Volkszählungsergebnisse – Town of Greenville, Maine | Volkszählungsergebnisse – Town of Greenville, Maine | Volkszählungsergebnisse – Town of Greenville, Maine | Volkszählungsergebnisse – Town of Greenville, Maine | Volkszählungsergebnisse – Town of Greenville, Maine | Volkszählungsergebnisse – Town of Greenville, Maine | Volkszählungsergebnisse – Town of Greenville, Maine | Volkszählungsergebnisse – Town of Greenville, Maine |
| Jahr                                                | 1800                                                | 1810                                                | 1820                                                | 1830                                                | 1840                                                | 1850                                                | 1860                                                | 1870                                                | 1880                                                | 1890                                                |
| --------------------------------------------------- | --------------------------------------------------- | --------------------------------------------------- | --------------------------------------------------- | --------------------------------------------------- | --------------------------------------------------- | --------------------------------------------------- | --------------------------------------------------- | --------------------------------------------------- | --------------------------------------------------- | --------------------------------------------------- |
| Einwohner                                           |                                                     |                                                     |                                                     |                                                     | 128                                                 | 326                                                 | 310                                                 | 369                                                 | 586                                                 | 781                                                 |
| Jahr                                                | 1900                                                | 1910                                                | 1920                                                | 1930                                                | 1940                                                | 1950                                                | 1960                                                | 1970                                                | 1980                                                | 1990                                                |
| Einwohner                                           | 1117                                                | 1474                                                | 1550                                                | 1615                                                | 1955                                                | 1889                                                | 2025                                                | 1894                                                | 1839                                                | 1884                                                |
| Jahr                                                | 2000                                                | 2010                                                | 2020                                                | 2030                                                | 2040                                                | 2050                                                | 2060                                                | 2070                                                | 2080                                                | 2090                                                |
| Einwohner                                           | 1623                                                | 1646                                                | 1437                                                |                                                     |                                                     |                                                     |                                                     |                                                     |                                                     |                                                     |

## Kultur und Sehenswürdigkeiten

### Bauwerke
In Greenville wurden ein Bauwerk, ein Schiff und ein historischer Distrikt unter Denkmalschutz gestellt und ins National Register of Historic Places aufgenommen. 
- William M. Shaw House, 2013 unter der Register-Nr. 13000867.[10]
- KATAHDIN (Lake Boat), 1978 unter der Register-Nr. 78003435.[11]
- Tramway Historic District, 1979 unter der Register-Nr. 79000164.[12]

## Wirtschaft und Infrastruktur

### Verkehr
Die Maine State Route 6 führt in nordsüdlicher Richtung durch das Gebiet von Greenville.
Greenville liegt an der Bahnstrecke Brookport–Mattawamkeag und der Bahnstrecke Old Town–Greenville. Auf beiden Strecken werden heute nur noch Güter befördert.
Zentral gelegen ist der Greenville Municipal Airport.

### Öffentliche Einrichtungen
In Greenville gibt es mehrere medizinischen Einrichtungen oder Krankenhäuser, die auch den Bewohnern der umliegenden Gemeinden zur Verfügung stehen.
In Greenville befindet sich die Shaw Public Library. Sie wurde im Jahr 1910 gegründet. Der erste Standort befand sich im Jahr 1913 im Post Office.

### Bildung
Für die Schulbildung in Greenville ist das Greenville School Department zuständig. In Greenville befindet sich die Greenville Consolidated School.

## Persönlichkeiten

### Söhne und Töchter der Stadt
- Jeremy Cota (* 1988), Freestyle-Skier

### Persönlichkeiten, die vor Ort gewirkt haben
- Oliver Kellogg (1878–1932), Mathematiker
- Markham L. Gartley (* 1944), Politiker